# Irving (Iowa)
Pour les articles homonymes, voir Irving.
Irving est une communauté non constituée en municipalité du comté de Benton, en Iowa, aux États-Unis. 

## Histoire
Irving a été une importante communauté, qui ne s'est pas développée du fait de l'arrivée du chemin de fer et d'une gare situés à 3 miles. Elle est baptisée, par la communauté, dans les années 1850, en référence à l'écrivain Washington Irving.

## Source de la traduction
- (en) Cet article est partiellement ou en totalité issu de l’article de Wikipédia en anglais intitulé « Irving, Iowa » (voir la liste des auteurs).